# Phanerochaete arenata
Phanerochaete arenata är en svampart som först beskrevs av P.H.B. Talbot, och fick sitt nu gällande namn av Jülich 1979. Phanerochaete arenata ingår i släktet Phanerochaete och familjen Phanerochaetaceae.   Inga underarter finns listade i Catalogue of Life.